# Chromodoris
Chromodoris là một chi sên biển gồm các loài sên có nhiều màu sắc trong họ Chromodorididae.

## Các loài
Chi này gồm các loài sau:
- Chromodoris africana Eliot, 1904
- Chromodoris aila Er. Marcus, 1961
- Chromodoris albolimbata Bergh, 1907
- Chromodoris albonotata Bergh, 1875
- Chromodoris alternata Burn, 1957
- Chromodoris ambigua Rudman, 1987
- Chromodoris annae Bergh, 1877
- Chromodoris aspersa Gould, 1852
- Chromodoris bimaensis Bergh, 1905
- Chromodoris boucheti Rudman, 1982
- Chromodoris briqua Marcus & Burch, 1965
- Chromodoris britoi Ortea & Pérez, 1983
- Chromodoris buchananae Gosliner & Behrens, 2000
- Chromodoris burni Rudman, 1982
- Chromodoris camoena Bergh, 1879
- Chromodoris cardinalis Bergh, 1880
- Chromodoris colemani Rudman, 1982
- Chromodoris decora Pease, 1860
- Chromodoris dianae Gosliner & Behrens, 1998
- Chromodoris dictya Er. Marcus & Ev. Marcus, 1970
- Chromodoris elegantula Philippi, 1844
- Chromodoris elisabethina Bergh, 1877
- Chromodoris euelpis Bergh, 1907
- Chromodoris fentoni Valdés, Gatdula, Sheridan & Herrera, 2011
- Chromodoris grahami Thompson, 1980
- Chromodoris hamiltoni Rudman, 1977
- Chromodoris inconspicua Eliot, 1904
- Chromodoris inopinata Bergh, 1905
- Chromodoris joshi Gosliner & Behrens, 1998
- Chromodoris kuiteri Rudman, 1982
- Chromodoris lapinigensis Bergh, 1879
- Chromodoris lata Risbec, 1928
- Chromodoris lentiginosa Pease, 1871
- Chromodoris leopardus Rudman, 1987
- Chromodoris lineolata Hasselt, 1824
- Chromodoris lochi Rudman, 1982
- Chromodoris magnifica Quoy & Gaimard, 1832
- Chromodoris mandapamensis Valdes, Mollo, & Ortea, 1999
- Chromodoris mariana Bergh, 1890
- Chromodoris marpessa Bergh, 1905
- Chromodoris michaeli Gosliner & Behrens, 1998
- Chromodoris nodulosa Bergh, 1905
- Chromodoris nona (Baba, 1953)
- Chromodoris ophthalmica Bergh, 1905
- Chromodoris orientalis Rudman, 1983
- Chromodoris pantharella Bergh, 1879
- Chromodoris papulosa Bergh, 1905
- Chromodoris paulomarcioi Dominguez, Garcia & Troncoso, 2006
- Chromodoris paupera Bergh, 1877
- Chromodoris perola Ev. Marcus, 1976
- Chromodoris porcata Bergh, 1889
- Chromodoris pustulans Bergh, 1877
- Chromodoris quadricolor Rueppell & Leuckart, 1828
- Chromodoris roseopicta Verrill, 1900
- Chromodoris rudolphi Bergh, 1880
- Chromodoris splendens Eliot, 1904
- Chromodoris splendida Angas, 1864
- Chromodoris striatella Bergh, 1877
- Chromodoris strigata Rudman, 1982
- Chromodoris tasmaniensis Bergh, 1905
- Chromodoris tenuilinearis Farran, 1905
- Chromodoris tenuis Collingwood, 1881
- Chromodoris thompsoni Rudman, 1983
- Chromodoris trouilloti Risbec, 1928
- Chromodoris venusta Bergh, 1905
- Chromodoris virginea Bergh, 1877
- Chromodoris westraliensis O'Donoghue, 1924
- Chromodoris willani Rudman, 1982

## Đồng nghĩa
- Chromodoris albonares Rudman, 1990: đồng nghĩa của Goniobranchus albonares (Rudman, 1990)
- Chromodoris albopunctata Garrett, 1879: đồng nghĩa của Goniobranchus albopunctatus Garrett, 1879
- Chromodoris albopustulosa Pease, 1860: đồng nghĩa của Goniobranchus albopustulosus (Pease, 1860)
- Chromodoris alius Rudman, 1987: đồng nghĩa của Goniobranchus alius (Rudman, 1987)
- Chromodoris agassizii: đồng nghĩa của Felimare agassizii (Bergh, 1894)
- Chromodoris annulata Eliot, 1904: đồng nghĩa của Goniobranchus annulatus (Eliot, 1904)
- Chromodoris antonii: đồng nghĩa của Mexichromis antonii (Bertsch, 1976)
- Chromodoris aureomarginata Cheeseman, 1881: đồng nghĩa của Goniobranchus aureomarginatus (Cheeseman, 1881)
- Chromodoris aureopurpurea Collingwood, 1881: đồng nghĩa của Goniobranchus aureopurpureus (Collingwood, 1881)
- Chromodoris aurigera Rudman, 1990: đồng nghĩa của Goniobranchus aurigerus (Rudman, 1990)
- Chromodoris australis: đồng nghĩa của Thorunna australis (Risbec, 1928)
- Chromodoris banksi: đồng nghĩa của Glossodoris dalli (Bergh, 1879)
- Chromodoris baumanni Bertsch, 1970: đồng nghĩa của Glossodoris baumanni (Bertsch, 1970)
- Chromodoris bennetti: đồng nghĩa của Hypselodoris bennetti (Angas, 1864)
- Chromodoris binza Ev. Marcus & Er. Marcus, 1963: đồng nghĩa của Felimida binza (Ev. Marcus & Er. Marcus, 1963)
- Chromodoris bistellata: đồng nghĩa của Aphelodoris antillensis
- Chromodoris bullocki: đồng nghĩa của Hypselodoris bullocki
- Chromodoris californiensis: đồng nghĩa của Hypselodoris californiensis
- Chromodoris cantrainii Bergh, 1879: đồng nghĩa của Felimare picta (Schultz in Philippi, 1836)
- Chromodoris carnea: đồng nghĩa của Hypselodoris carnea
- Chromodoris cazae Gosliner & Behrens, 2004: đồng nghĩa của Goniobranchus cazae (Gosliner & Behrens, 2004)
- Chromodoris charlottae Schrödl, 1999: đồng nghĩa của Goniobranchus charlottae (Schrödl, 1999)
- Chromodoris clenchi Russell, 1935 - the harlequin blue doris: đồng nghĩa của Felimida clenchi (Russell, 1935)
- Chromodoris clitonota Bergh, 1905: đồng nghĩa của Durvilledoris lemniscata (Quoy & Gaimard, 1832)
- Chromodoris coi Risbec, 1956: đồng nghĩa của Goniobranchus coi (Risbec, 1956)
- Chromodoris collingwoodi Rudman, 1987: đồng nghĩa của Goniobranchus collingwoodi (Rudman, 1987)
- Chromodoris conchyliata Yonow, 1984: đồng nghĩa của Goniobranchus conchyliatus (Yonow, 1984)
- Chromodoris dalli: đồng nghĩa của Glossodoris dalli (Bergh, 1879)
- Chromodoris daphne Angas, 1864: đồng nghĩa của Goniobranchus daphne (Angas, 1864)
- Chromodoris dollfusi: đồng nghĩa của Hypselodoris dollfusi
- Chromodoris elegans (Cantraine, 1835): đồng nghĩa của Felimare picta (Schultz in Philippi, 1836)
- Chromodoris epicuria Basedow & Hedley, 1905: đồng nghĩa của Goniobranchus epicurius (Basedow & Hedley, 1905)
- Chromodoris festiva: đồng nghĩa của Mexichromis festiva (Angas, 1864)
- Chromodoris fidelis Kelaart, 1858: đồng nghĩa của Goniobranchus fidelis (Kelaart, 1858)
- Chromodoris flava: đồng nghĩa của Diversidoris flava (Eliot, 1904)
- Chromodoris francoisae: đồng nghĩa của Mexichromis francoisae (Bouchet, 1980)
- Chromodoris galactos Rudman & Johnson in Rudman, 1985: đồng nghĩa của Goniobranchus galactos (Rudman & S. Johnson, 1985)
- Chromodoris galexorum Bertsch, 1978: đồng nghĩa của Felimida galexorum (Bertsch, 1978)
- Chromodoris geminus Rudman, 1987: đồng nghĩa của Goniobranchus geminus (Rudman, 1987)
- Chromodoris geometrica Risbec, 1928: đồng nghĩa của Goniobranchus geometricus (Risbec, 1928)
- Chromodoris ghanensis: đồng nghĩa của Glossodoris ghanensis
- Chromodoris ghardagana [sic]: đồng nghĩa của Hypselodoris ghardaqana (Gohar & Aboul-Ela, 1957)
- Chromodoris gleniei Kelaart, 1858: đồng nghĩa của Goniobranchus gleniei (Kelaart, 1858)
- Chromodoris godeffroyana: đồng nghĩa của Risbecia godeffroyana
- Chromodoris goslineri Ortea & Valdés in Ortea, Valdés & Garcia Gómez, 1996: đồng nghĩa của Felimida goslineri (Ortea & Valdés, 1996)
- Chromodoris haliclona: đồng nghĩa của Noumea haliclona
- Chromodoris heatherae Gosliner, 1994 - Red-spotted nudibranch: đồng nghĩa của Goniobranchus heatherae (Gosliner, 1994)
- Chromodoris hintuanensis Gosliner & Behrens, 1998: đồng nghĩa của Goniobranchus hintuanensis (Gosliner & Behrens, 1998)
- Chromodoris hunterae Rudman, 1983: đồng nghĩa của Goniobranchus hunterae (Rudman, 1983)
- Chromodoris imperialis: đồng nghĩa của Risbecia imperialis (Pease, 1860)
- Chromodoris kempfi: đồng nghĩa của Mexichromis kempfi
- Chromodoris kitae Gosliner, 1994: đồng nghĩa của Goniobranchus kitae (Gosliner, 1994)
- Chromodoris kpone Edmunds, 1981: đồng nghĩa của Felimida kpone (Edmunds, 1981)
- Chromodoris krohni Vérany, 1846: đồng nghĩa của Felimida krohni (Vérany, 1846)
- Chromodoris kuniei Pruvot-Fol, 1930: đồng nghĩa của Goniobranchus kuniei (Pruvot-Fol, 1930)
- Chromodoris lekker Gosliner, 1994: đồng nghĩa của Goniobranchus lekker (Gosliner, 1994)
- Chromodoris lemniscata: đồng nghĩa của Durvilledoris lemniscata
- Chromodoris lilacina (Gould, 1852): đồng nghĩa của Tayuva lilacina (Gould, 1852)
- Chromodoris lineata nigrolineata: đồng nghĩa của Hypselodoris nigrolineata
- Chromodoris loringi Angas, 1864: đồng nghĩa của Goniobranchus loringi (Angas, 1864)
- Chromodoris luteopunctata Gantes, 1962: đồng nghĩa của Felimida luteopunctata (Gantès, 1962)
- Chromodoris luteorosea Rapp, 1827: đồng nghĩa của Felimida luteorosea (Rapp, 1827)
- Chromodoris macfarlandi Cockerell, 1901 - Three-stripe doris: đồng nghĩa của Felimida macfarlandi (Cockerell, 1901)
- Chromodoris maculosa: đồng nghĩa của Hypselodoris maculosa
- Chromodoris marenzelleri Bergh, 1888: đồng nghĩa của Hypselodoris festiva (A. Adams, 1861)
- Chromodoris mariei: đồng nghĩa của Mexichromis mariei
- Chromodoris marislae Bertsch in Bertsch, Ferreira, Farmer, & Hayes, 1973: đồng nghĩa của Felimida marislae (Bertsch, 1973)
- Chromodoris maritimais a: đồng nghĩa của Hypselodoris maritima
- Chromodoris multimaculosa Rudman, 1987: đồng nghĩa của Goniobranchus multimaculosus (Rudman, 1987)
- Chromodoris naiki Valdes, Mollo, & Ortea, 1999: đồng nghĩa của Goniobranchus naiki (Valdés, Mollo & Ortea, 1999)
- Chromodoris neona Marcus, 1955: đồng nghĩa của Felimida neona (Er. Marcus, 1955)
- Chromodoris nigrostriata a: đồng nghĩa của Hypselodoris nigrostriata
- Chromodoris norrisi Farmer, 1963: đồng nghĩa của Felimida norrisi (Farmer, 1963)
- Chromodoris nyalya: đồng nghĩa của Hypselodoris nyalya (Ev. Marcus & Er. Marcus, 1967)
- Chromodoris obsoleta Rüppell & Leuckart, 1831: đồng nghĩa của Goniobranchus obsoletus (Rüppell & Leuckart, 1831)
- Chromodoris orsinii: đồng nghĩa của Felimare orsinii
- Chromodoris peasei: đồng nghĩa của Hypselodoris peasei
- Chromodoris perplexa: đồng nghĩa của Digidentis perplexa
- Chromodoris petechialis Gould, 1852: đồng nghĩa của Goniobranchus petechialis (Gould, 1852)
- Chromodoris placida: đồng nghĩa của Hypselodoris placida
- Chromodoris porterae: đồng nghĩa của Mexichromis porterae
- Chromodoris ponga Er. Marcus & Ev. Marcus, 1970: đồng nghĩa của Felimida ponga (Er. Marcus & Ev. Marcus, 1970)
- Chromodoris preciosa Kelaart, 1858: đồng nghĩa của Goniobranchus preciosus (Kelaart, 1858)
- Chromodoris purpurea Risso in Guerin, 1831: đồng nghĩa của Felimida purpurea (Risso in Guérin, 1831)
- Chromodoris pusilla: đồng nghĩa của Durvilledoris pusilla
- Chromodoris regalis Ortea, Caballer & Moro, 2001: đồng nghĩa của Felimida regalis (Ortea, Caballer & Moro, 2001)
- Chromodoris reticulata  (Quoy & Gaimard, 1832) : đồng nghĩa của Goniobranchus reticulatus (Quoy & Gaimard, 1832)
- Chromodoris roboi Gosliner & Behrens, 1998: đồng nghĩa của Goniobranchus roboi (Gosliner & Behrens, 1998)
- Chromodoris rodomaculata Ortea & Valdés, 1991: đồng nghĩa của Felimida rodomaculata (Ortea & Valdés, 1992)
- Chromodoris rolani Ortea, 1988: đồng nghĩa của Felimida rolani (Ortea, 1988)
- Chromodoris rosans Bergh, 1889: đồng nghĩa của Hypselodoris rosans (Bergh, 1889)
- Chromodoris rubrocornuta Rudman, 1985: đồng nghĩa của Goniobranchus rubrocornutus (Rudman, 1985)
- Chromodoris rufomaculata Pease, 1871: đồng nghĩa của Goniobranchus rufomaculatus (Pease, 1871)
- Chromodoris rufomarginata (Bergh, 1890): đồng nghĩa của Glossodoris rufomarginata (Bergh, 1890)
- Chromodoris runcinata Bergh, 1877: đồng nghĩa của Hypselodoris infucata (Rüppell & Leuckart, 1831)
- Chromodoris ruzafai Ortea, Bacallado, & Valdes, 1992: đồng nghĩa của Felimida ruzafai (Ortea, Bacallado & Valdés, 1992)
- Chromodoris saintvincentius: đồng nghĩa của Hypselodoris saintvincentius
- Chromodoris sedna: đồng nghĩa của Glossodoris sedna
- Chromodoris semperi nigrostriata: đồng nghĩa của Hypselodoris nigrostriata
- Chromodoris sibogae: đồng nghĩa của Glossodoris sibogae
- Chromodoris sinensis Rudman, 1985: đồng nghĩa của Goniobranchus sinensis (Rudman, 1985)
- Chromodoris socorroensis Behrens, Gosliner & Hermosillo, 2009: đồng nghĩa của Felimida socorroensis (Behrens, Gosliner & Hermosillo, 2009)
- Chromodoris sonora: đồng nghĩa của Glossodoris dalli
- Chromodoris sphoni Marcus, 1971: đồng nghĩa của Felimida sphoni Ev. Marcus, 1971
- Chromodoris tennentana Kelaart, 1859 -: synonyms: Chromodoris cavae Eliot, 1904; Chromodoris vicina: đồng nghĩa của Goniobranchus tennentanus (Kelaart, 1859)
- Chromodoris tinctoria Rüppell & Leuckart, 1831 -: synonyms: Chromodoris alderi, Chromodoris reticulata: đồng nghĩa của Goniobranchus tinctorius (Rüppell & Leuckart, 1828)
- Chromodoris tricolor: đồng nghĩa của Hypselodoris tricolor
- Chromodoris trimarginata Winckworth, 1946: đồng nghĩa của Goniobranchus trimarginatus (Winckworth, 1946)
- Chromodoris tritos Yonow, 1994: đồng nghĩa của Goniobranchus tritos (Yonow, 1994)
- Chromodoris tryoni: đồng nghĩa của Risbecia tryoni
- Chromodoris tumulifera Collingwood, 1881: đồng nghĩa của Goniobranchus tumuliferus (Collingwood, 1881)
- Chromodoris tura: đồng nghĩa của Mexichromis tura
- Chromodoris varians: đồng nghĩa của Noumea varians
- Chromodoris verrieri Crosse, 1875: đồng nghĩa của Goniobranchus verrieri (Crosse, 1875)
- Chromodoris vibrata Pease, 1860: đồng nghĩa của Goniobranchus vibratus (Pease, 1860)
- Chromodoris villafranca: đồng nghĩa của Felimare villafranca
- Chromodoris westralensis [sic]: đồng nghĩa của Chromodoris westraliensis (O'Donoghue, 1924)
- Chromodoris woodwardi Rudman, 1983: đồng nghĩa của Goniobranchus woodwardae (Rudman, 1983)
- Chromodoris youngbleuthi: đồng nghĩa của Glossodoris rufomarginata
- Chromodoris zebra: đồng nghĩa của Felimare zebra
- Chromodoris zebrina: đồng nghĩa của Hypselodoris zebrina

## Hình ảnh

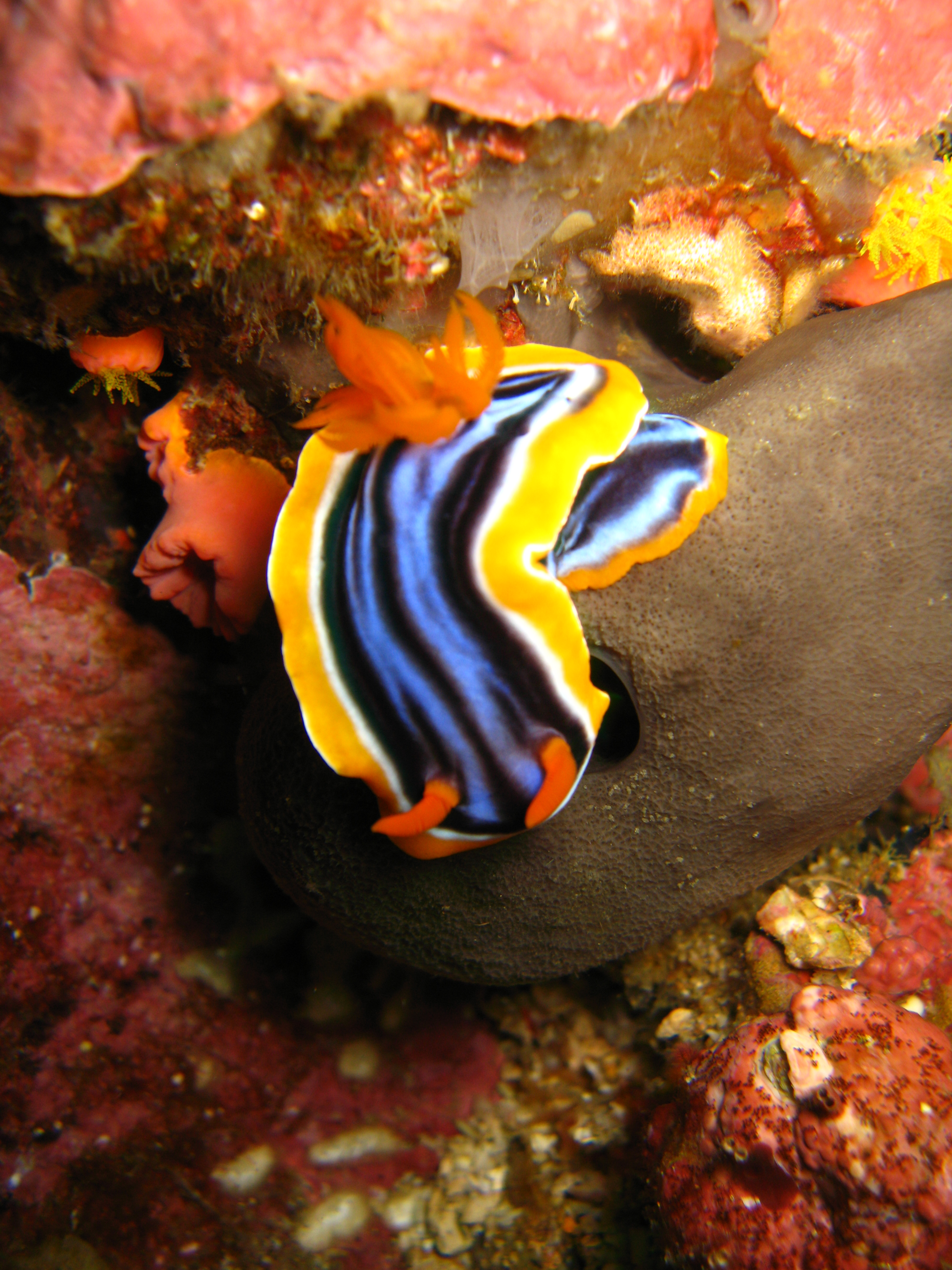
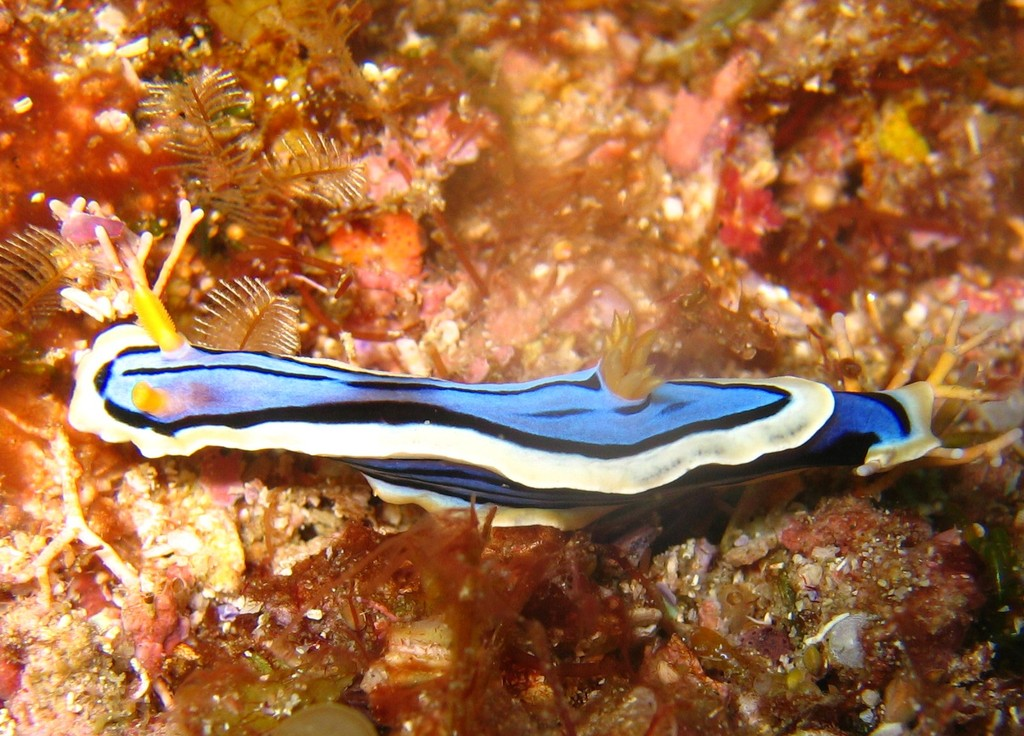
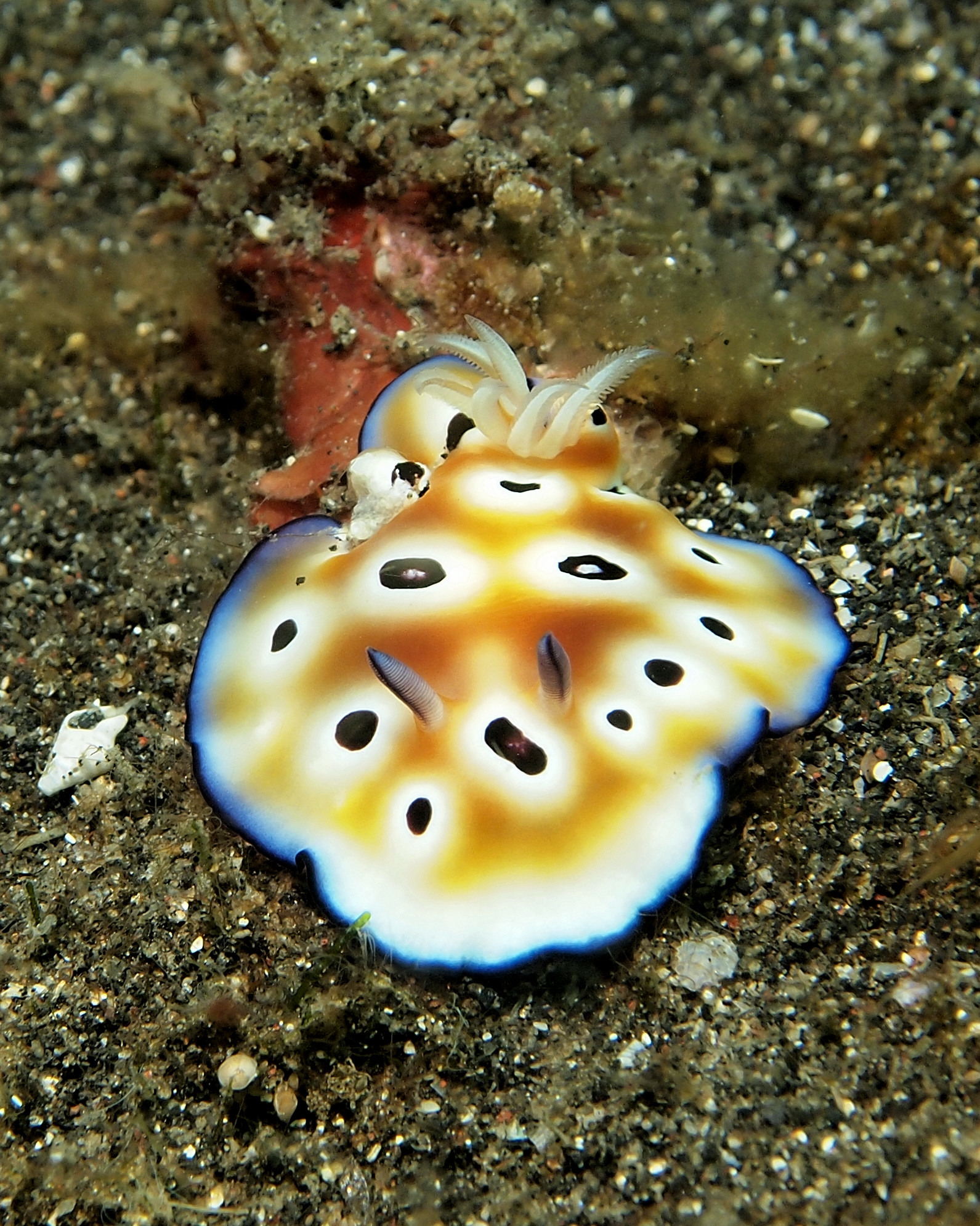
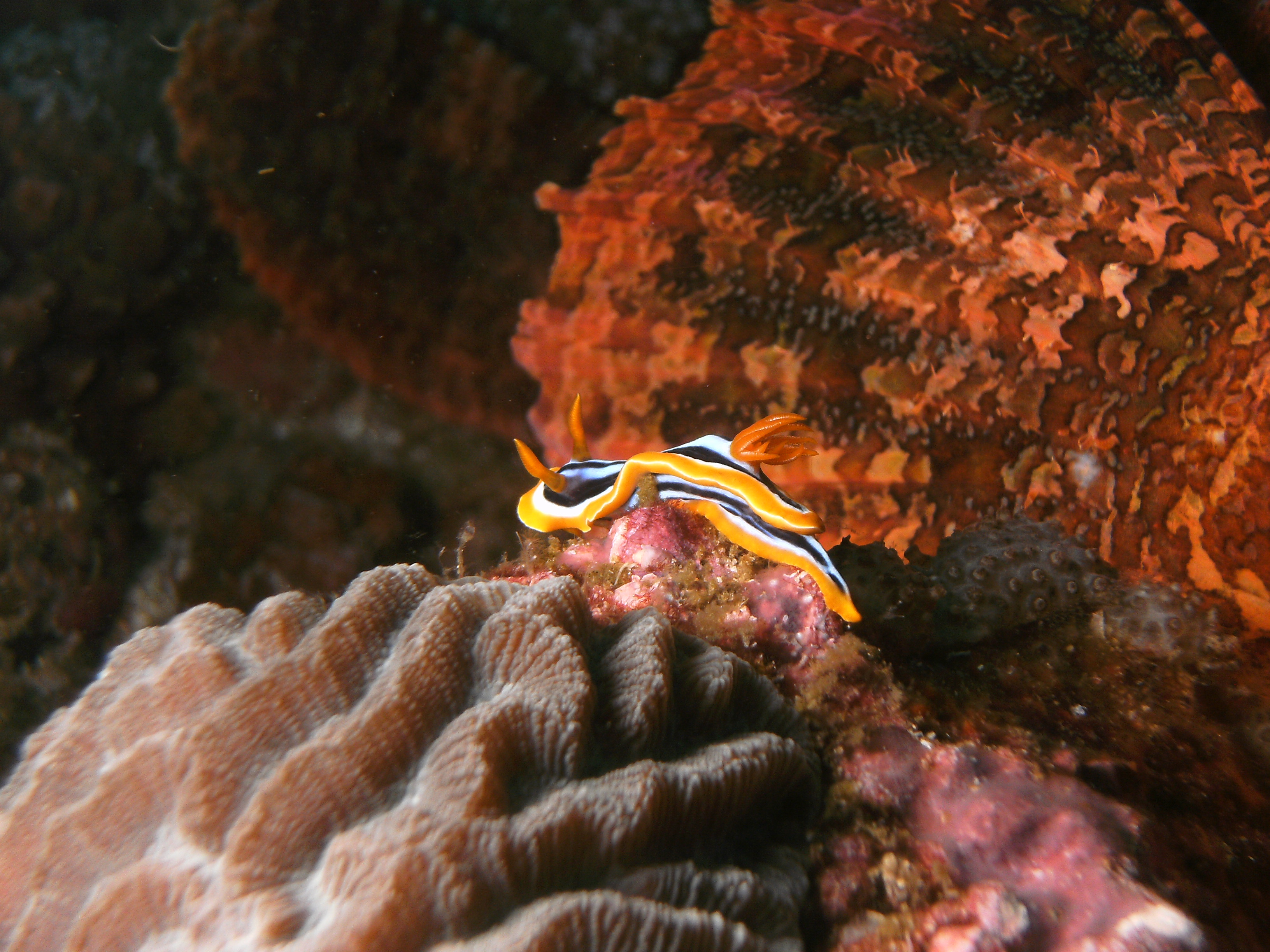